# Провінція Ісе
Провінція Ісе (яп. 伊勢国 — ісе но куні, «країна Ісе»; 勢州 — сейсю, «провінція Ісе») — історична провінція Японії у регіоні Кінкі на острові Хонсю. Відповідає більшій частині префектури Міє.
Провінція Ісе була утворена у 7 столітті. Її адміністративний центр знаходився у сучасному місті Судзука. На час створення до її складу входили землі, які наприкінці 7 — початку 8 століття були виокремлені у провінції Іґа і Сіма.
Провінція була відома розташуванням великого синтоїстського святилища Ісе-дзінґу. У ньому вшановувалася богиня сонця Аматерасу Омікамі, від якої виводили свій родовід імператори Японії.
З 12 по 14 століття землями провінції володів рід Ходзьо, представники якого були фактичними правителями Камакурського сьоґунату. У 15 столітті їх змінили роди Хосокава, Токі і Іссікі. З 16 століття правителем Ісе стала родина Кітабаткеяма, яку розгромив у 1569 році Ода Нобунаґа.
В період Едо (1603—1868) провінцію Ісе контролювали декілька родів, найбільшими з яких були Мацудайра і Тодо.
У результаті адміністративної реформи 1872 року, провінція Ісе увійшла до складу префектури Міє.

## Повіти провінції Ісе
- Анкі 奄芸郡
- Ано 安濃郡
- Асаке 朝明郡
- Ватараі 度会郡
- Ііно 飯野郡
- Іітака 飯高郡
- Інабе 員弁郡
- Ітісі 一志郡
- Кавава 河曲郡
- Кувана 桑名郡
- Міє 三重郡
- Судзука 鈴鹿郡
- Такі 多気郡